# Centro de Convenciones de McAllen
El Centro de Convenciones de McAllen (en inglés: McAllen Convention Center) es una estructura multipropósito de 174.000 pies cuadrados ( 16.200 m² ) en la localidad de McAllen (Texas), al sur de los Estados Unidos, con un aforo que le permite recibir hasta 3.500 personas. Inaugurado en 2007, alberga eventos deportivos locales y conciertos. Fue el estadio del equipo Rio Grande Valley Silverados de la Continental Basketball Association, que jugaron sólo una temporada en el 2007 antes de marcharse para convertirse en los Southeast Texas Mavericks.
Desde 2013, es sede del equipo de fútbol sala Toros de McAllen Toros de la Lone Star Football League.
A partir del 2019, se celebra en este inmueble el Catrina Music Fest.  La edición del 2019 tuvo como artistas a Víctimas del Dr. Cerebro, La Castañeda, Genitallica, Jenny and the Mexicats, Too Many Zooz, Inspector, Ximena Sariñana, Cultura Profética, Fobia, El Tri de Álex Lora, Zoé y Caifanes.